# Canal 7 Televisión (Madrid)
Canal 7 TV Madrid fue una cadena de televisión local española que emitió en la Comunidad de Madrid. Era un proyecto personal del conocido productor José Frade que había sido propietario del 5% de Antena 3 Televisión.

## Historia
El inicio de las emisiones regulares se remonta al 25 de junio de 1996 a impulso del productor José Frade. En una primera etapa se hizo con la colaboración de prestigiosos profesionales procedentes de emisoras de ámbito nacional, siendo uno de sus programas más emblemáticos de esos primeros años 7 de Corazones, un espacio de prensa rosa/crónica social, que fue presentado por Eugenia Santana, Mayra Gómez Kemp, Jesús María Amilibia y Julián Lago.
El director general del canal fue el realizador José María Quero. El entonces director del diario ABC Luis María Ansón presentó a Frade, con el que fraguaba el diario La Razón, a alguno de los que después fueron nombrados directores de los servicios informativos, entre ellos, José Antonio Sánchez, al que sucedió Enrique Barrueco, antes de pasar a dirigir el diario Metro. Los siguientes directores fueron el conocido radiofonista Cholo Hurtado, el hijo del propietario, Constantino Frade y el periodista Luis Ortiz que, junto a un equipo joven y motivado, convirtió al canal en el de mayor audiencia durante dos años consecutivos.
De 2002 a 2004 se produjeron los mayores datos de audiencia del canal que, sin apenas presupuesto, logró encabezar las audiencias en varias franjas horarias con los programas diarios de Leticia Sabater y Carlos Ferrando, así como con la emisión de Tómbola o los programas musicales del joven Pedro Gil y el programa Sábado gigante que presentaba desde Miami Don Francisco con el que el director del canal, Luis Ortiz, había trabajado en Chile y esa relación favoreció la adquisición de los derechos de emisión.
Formaron el equipo de redacción inicial entre otros periodistas Patricia Betancort, Pilar García Muñiz, Isabel Trujillo, Cristina Muñoz Osuna, Mercedes Torre, Laura Merino, Emilio Pineda, María José Molina, Teresa Porto y Juan Ramón Gonzalo. Alberto Pierres fue el redactor jefe en los años más exitosos siendo el creador del programa Mentiras peligrosas presentado primero por Leticia Sabater y después Loreto Valverde. El mejor de todos los tiempos fue un concurso original que obtuvo una gran repercusión. Creado por José Frade y Luis Ortiz estaba presentado por Lorenzo y Marta Valverde y los espectadores elegían cada semana al mejor cantante o grupo español de los últimos 50 años.
José Frade logró dar vida a una televisión artesanal de calidad demostrando que no son necesarios presupuestos mastodónticos para lograr el éxito y recuperó a viejas glorias del espectáculo que aún tenían mucho que decir. Después de acumular millones en pérdidas desde su estreno por una gestión en la que se invirtieron grandes cantidades de dinero en programas sin tener apenas cobertura, se planificó una estrategia para instalar antenas en las comunidades de vecinos de manera gratuita. A pesar de que los ejercicios de 2003 y 2004 fueron exitosos en lo económico, desde el reparto de licencias de la CAM en las que solo obtuvo 3 de 8, el canal empezó a caer en audiencias y a perder anunciantes y patrocinadores entrando en un declive que lo llevó a su desaparición.
En 2001 se hizo con los derechos de emisión para Madrid del programa de crónica social Tómbola, producido por Telemadrid y Canal Nou, que tuvo un gran éxito de audiencia.
Según datos del Estudio General de Medios, en 2002 era la emisora local más vista en España. En 2006 había descendido a la tercera posición, con 788.000 espectadores. 
En 2005, obtuvo tres licencias del Gobierno de la Comunidad de Madrid para emitir a través de TDT, aunque ninguna en la capital. La licencia fue para los municipios de Aranjuez, Collado Villalba y Pozuelo de Alarcón. Posteriormente estas licencias se vendieron al Grupo KISS Media.
En TDT en la capital llegó a emitir a través del 35 de TDT, antes de desaparecer. Tras la llegada definitiva el 3 de abril de 2010 de la TDT, Canal 7 Televisión (Madrid), Canal 33 Madrid y Tele K (Vallecas), empezaron y emitieron a nivel del 99% de la Comunidad de Madrid en TDT en abierto sin estar resuelta definitivamente su situación.
En ese mismo día tras el apagón analógico Canal 7 dejó de emitir su programación habitual, siendo ésta sustituida en su lugar por redifusiones y espacios de televenta y chat hasta su cese definitivo.
Ha emitido en etapas anteriores una programación familiar, basada principalmente en cine, series y reposiciones de otras cadenas nacionales.

## Programación
A lo largo de los años Canal 7 ofrecía una programación basada en espacios de crónica social, magazines y concursos. Pasaron por la cadena diversos rostros conocidos como Mayra Gómez Kemp, Eugenia Santana, Jesús María Amilibia, Julián Lago, Pepe Cañaveras, Pedro Pablo Parrado con su programa Goles, Agustín Bravo presentando El precio justo (1996/1997), Luján Argüelles, Marta Robles, Cristina Tárrega, Antonio Hueso, Leticia Sabater, Loreto Valverde, Marta Valverde, Carlos Ferrando o Carmen Hornillos.
Entre otros, la parrilla se compone por La música es la pista (presentado por Mar Flores, de Canal Nou), Los ladrones van a la oficina (de Antena 3 Televisión), La revancha, Pobre millonaria, Cine de Oro, Cine Erótico, Luar (de TVG), Vida Perra, Las Chicas y los Chicos (Canal 7, 1996), En su punto, La entrevista, La copla, Esto es espectáculo y Contigo (de TVE, años 90), Don Quijote y algún otro programa de producción propia.